# College Park (Georgie)
College Park je město v Fulton County, v Georgii, ve Spojených státech amerických. V roce 2011 žilo ve městě 14015 obyvatel.

## Demografie
Podle sčítání lidí v roce 2000 žilo ve městě 20382 obyvatel, 7810 domácností a 4600 rodin. V roce 2011 žilo ve městě 6628 mužů (47,3%), a 7387 žen (52,7%). Průměrný věk obyvatele je 31 let.